# Aaron Williams
Aaron Williams (Evanston, Illinois, 2 de octubre de 1971) es un exjugador de baloncesto estadounidense que disputó 15 temporadas en la NBA. Con 2,06 metros de altura jugaba en la posición de ala-pívot.

## Trayectoria deportiva

### Universidad
Jugó durante 4 temporadas con los Mosqueteros de la Universidad de Xavier (Ohio), en los que promedió 9,2 puntos y 6,1 rebotes por partido.

#### Estadísticas
| Año     | Equipo | PJ  | PT | MPP  | %TC  | %3P  | %TL  | RPP | APP | ROB | TPP | PPP  |
| ------- | ------ | --- | -- | ---- | ---- | ---- | ---- | --- | --- | --- | --- | ---- |
| 1989–90 | Xavier | 28  | 1  | 9.9  | .574 | .000 | .400 | 2.7 | 0.2 | 0.2 | 1.0 | 2.2  |
| 1990–91 | Xavier | 32  | -  | 26.8 | .536 | .000 | .714 | 6.5 | 1.0 | 0.8 | 1.8 | 9.7  |
| 1991–92 | Xavier | 27  | -  | 29.1 | .585 | .000 | .699 | 8.0 | 1.1 | 0.6 | 2.1 | 13.9 |
| 1992–93 | Xavier | 30  | 20 | 28.1 | .543 | .000 | .777 | 7.1 | 1.8 | 0.7 | 1.8 | 10.9 |
| Total   | Total  | 117 | 21 | 23.6 | .556 | .000 | .707 | 6.1 | 1.1 | 0.6 | 1.7 | 9.2  |

### Profesional
No fue elegido en el Draft de la NBA de 1993. a pesar de ello, debutó como profesional con un contrato de 10 días con Utah Jazz. A partir de ese momento inició un periplo por varios equipos de la NBA. Antes de empezar la temporada 2000-01 firmó con los New Jersey Nets, desarrollando a partir de entonces su etapa más estable en la liga. en su primer año obtuvo los mejores números de su trayectoria, promediando 10,2 puntos y 7,2 rebotes.
El 17 de diciembre de 2004 fue traspasado a Toronto Raptors junto con Alonzo Mourning, Eric Williams y dos primeras rondas del draft a cambio de Vince Carter. Asimismo, en 2006 fue traspasado de los Raptors a New Orleans Hornets a cambio de dos segundas rondas del draft.
El 31 de julio de 2006 firmó como agente libre por Los Angeles Clippers, equipo al que perteneció hasta el 2008.

## Estadísticas de su carrera en la NBA

### Temporada regular
| Año     | Equipo              | PJ  | PT | MPP  | %TC  | %3P  | %TL  | RPP | APP | ROB | TPP | PPP  |
| ------- | ------------------- | --- | -- | ---- | ---- | ---- | ---- | --- | --- | --- | --- | ---- |
| 1993–94 | Utah                | 6   | 0  | 2.0  | .250 | .000 | .000 | 0.5 | 0.2 | 0.0 | 0.0 | 0.7  |
| 1994–95 | Milwaukee           | 15  | 0  | 4.8  | .333 | .000 | .667 | 1.3 | 0.0 | 0.1 | 0.4 | 1.6  |
| 1996–97 | Denver              | 1   | 0  | 10.0 | .600 | .000 | .000 | 5.0 | 0.0 | 0.0 | 3.0 | 6.0  |
| 1996–97 | Vancouver           | 32  | 1  | 17.3 | .573 | .000 | .673 | 4.3 | 0.5 | 0.5 | 0.8 | 6.2  |
| 1997–98 | Seattle             | 65  | 9  | 11.6 | .523 | .000 | .776 | 2.3 | 0.2 | 0.3 | 0.6 | 4.6  |
| 1998–99 | Seattle             | 40  | 2  | 11.5 | .423 | .000 | .730 | 3.2 | 0.6 | 0.4 | 0.6 | 4.0  |
| 1999–00 | Washington          | 81  | 0  | 19.1 | .522 | .000 | .726 | 5.0 | 0.7 | 0.5 | 1.1 | 7.6  |
| 2000–01 | New Jersey          | 82  | 25 | 28.5 | .457 | .000 | .787 | 7.2 | 1.1 | 0.7 | 1.4 | 10.2 |
| 2001–02 | New Jersey          | 82  | 13 | 18.9 | .526 | .000 | .699 | 4.1 | 0.9 | 0.4 | 0.9 | 7.2  |
| 2002–03 | New Jersey          | 81  | 0  | 19.7 | .453 | .000 | .785 | 4.1 | 1.1 | 0.3 | 0.7 | 6.2  |
| 2003–04 | New Jersey          | 72  | 7  | 18.6 | .503 | .333 | .677 | 4.1 | 1.1 | 0.5 | 0.6 | 6.3  |
| 2004–05 | New Jersey          | 19  | 0  | 7.9  | .519 | .000 | .900 | 1.6 | 0.3 | 0.2 | 0.3 | 1.9  |
| 2004–05 | Toronto             | 23  | 4  | 7.2  | .417 | .000 | .857 | 1.3 | 0.1 | 0.0 | 0.1 | 1.6  |
| 2005–06 | Toronto             | 14  | 3  | 7.1  | .526 | .000 | .833 | 1.1 | 0.1 | 0.3 | 0.2 | 1.8  |
| 2005–06 | New Orleans/OK City | 34  | 2  | 20.4 | .516 | .000 | .673 | 4.9 | 0.5 | 0.4 | 0.5 | 5.8  |
| 2006–07 | Los Angeles         | 38  | 7  | 9.8  | .547 | .000 | .818 | 2.2 | 0.2 | 0.2 | 0.4 | 2.0  |
| 2007–08 | Los Angeles         | 30  | 5  | 9.9  | .491 | .000 | .778 | 2.0 | 0.3 | 0.4 | 0.5 | 2.3  |
| Total   | Total               | 715 | 78 | 16.8 | .493 | .063 | .740 | 3.9 | 0.7 | 0.4 | 0.8 | 5.8  |

### Playoffs
| Año     | Equipo     | PJ  | PT | MPP  | %TC  | %3P  | %TL   | RPP | APP | ROB | TPP | PPP |
| ------- | ---------- | --- | -- | ---- | ---- | ---- | ----- | --- | --- | --- | --- | --- |
| 1997–98 | Seattle    | 3   | 0  | 2.3  | .000 | .000 | 1.000 | 0.3 | 0.0 | 0.0 | 0.3 | 0.7 |
| 2001–02 | New Jersey | 20* | 0  | 20.8 | .479 | .000 | .826  | 3.5 | 0.8 | 0.4 | 0.8 | 6.5 |
| 2002–03 | New Jersey | 19  | 0  | 17.9 | .472 | .000 | .742  | 4.6 | 0.9 | 0.3 | 0.9 | 6.5 |
| 2003–04 | New Jersey | 11  | 0  | 13.5 | .545 | .000 | .600  | 2.0 | 0.4 | 0.0 | 0.6 | 3.8 |
| Total   | Total      | 53  | 0  | 17.2 | .479 | .000 | .775  | 3.4 | 0.7 | 0.3 | 0.8 | 5.6 |